# David Mercer (haltérophilie)
Pour les articles homonymes, voir David Mercer.
David Mercer (né le 16 avril 1961 à Salford (Angleterre)) est un haltérophile britannique.
Il remporte une médaille de bronze olympique en 1984 à Los Angeles en moins de 90 kg ainsi qu'une autre médaille de bronze aux Championnats du monde d'haltérophilie de 1984.